# Rosenlauibiwak
Das Rosenlauibiwak ist eine Schutzhütte des Schweizer Alpen-Clubs Sektion Oberaargau in den Berner Alpen im Kanton Bern in der Schweiz.

## Lage und Betrieb
Die Hütte steht östlich des Rosenlauigletschers am Sommerzustieg zur Dossenhütte auf 2330 m ü. M., am Rande der Geröllhalde an den Fels gedrückt. Sie wird von der Sektion Oberaargau des Schweizer Alpen-Clubs betrieben, ist nicht bewartet und im Sommer geschlossen.

## Geschichte
Das 1973 erstellte rostrote Metallbiwak dient Skitourenfahrern auf ihrem Weg ins Gebiet von Wetterhorn und Rosenhorn. Sie ist die Winter-Alternative zur Dossenhütte. Die kleine Unterkunft hat kein Licht, keinen Ofen und keine Kochmöglichkeit. Elf Matratzen, Wolldecken und Geschirr sind vorhanden.

## Zustieg
Von Rosenlaui (Normalroute) in 3 Stunden, 980 Höhenmeter, Schwierigkeitsgrad T4
Von Rosenlaui kommend erreicht man das Rosenlauibiwak auf dem Zustieg zur Dossenhütte auf dem weiss-blau-weiss markierten Fusspfad in ca. 3 Stunden. Oberhalb der Gletscherschlucht Rosenlaui zweigt der Weg vom Zustieg zur Engelhornhütte ab. Die Besteigung ist ab einer Höhe von ungefähr 2150 m stellenweise mühsam und nicht ungefährlich; der Aufstieg vom Rosenlauibiwak zur Dossenhütte beträgt noch zirka 1,5 bis 2 Stunden, obwohl die Entfernung in der Luftlinie weniger als 700 Meter beträgt.

## Gipfel
Das Biwak ist ein guter Ausgangspunkt für Skitouren auf das Rosenhorn (3688 m) und das Wetterhorn (3690 m).